# Muhlifain
Muhlifain (gamma Centauri) is een dubbelster in het sterrenbeeld Centaur op de afstand van 130 lichtjaar, de naam van de ster is afkomstig uit het Arabisch.